# Kobe Love Port・みなとまつり
Kobe Love Port・みなとまつり（こうべらぶぽーと・みなとまつり）は、2002年7月より毎年海の日（7月20日前後）に兵庫県神戸市中央区のメリケンパークにて開催されるイベント。

## 概要
地元に根付く神戸の夏まつりとなることを願って（社）神戸青年会議所が主体となり運営されている。
地元神戸にこだわったまつりを試行し、国際都市らしく、神戸に店をだしている飲食店が、「国際屋台」と呼ばれる世界各国の料理を食べることのできる屋台を数多く出店している。
1970年までは毎年10月に「神戸みなとの祭」が開催されていたが、1971年に神戸まつりに統合されている。本イベントとは連続性、関連性はない。

## 歴史
- 2002年に（社）神戸青年会議所が発起人となり、祇園祭、天神祭とならぶ「夏まつり」を神戸に作りたいということで開催される。初回開催より同青年会議所内にある「kobe Love Port･みなとまつり実行委員会」の主催となっている。
- 2003年からは「夢提灯祭」として、メリケンパーク内に提灯を掲示。以来みなとまつり開催期間中に会場を彩る象徴となっている。
- 2005年度は震災から10年ということもあり、開催期間を3日間とし、多くの芸能人がライブやショーを実施したこともあり大規模なイベントになった。
- 2006年度は「夢提灯祭」の新しい試みとして、子供の名前を無料で掲示し、子供達の健やかな成長と明るい未来を祈念する企画を実施。
- 2007年度は神戸開港140年を記念して3日間の開催に戻したが、台風4号の接近により初日の開催が中止されたものの、台風一過となった2日目には大勢の動員を集めた。

## イメージキャラクター
船乗りをモチーフにした「はとばくん」が設定されている。

## 関連記事
- 神戸まつり
- 神戸ルミナリエ
- インフィオラータ神戸